# David Campese
David Ian Campese (Queanbeyan, 21 de outubro de 1962) é um ex-jogador de rugby union australiano.
Aposentou-se em 1996 como o maior efetuador de tries em jogos de seleções, tendo feito 64 por sua Austrália entre 1982 e aquele ano. Posteriormente, foi superado pelos 69 do japonês Daisuke Ohata.
Campese disputou três Copas do Mundo pelos Wallabies, sendo campeão na de 1991 (em que foi justamente o maior tryman) - contra a própria anfitriã Inglaterra na decisão, no que foi o primeiro título da Seleção Australiana.
Foi eleito um dos dezesseis melhores jogadores que passaram pelo Barbarians, clube que consiste virtualmente em uma "seleção do mundo", utilizado somente para amistosos, frequentemente com fortes seleções nacionais.